# Martin Chudý (politik)
Martin Chudý (8. nebo 18. prosince 1907 Babiná – 25. dubna 1965 Bratislava) byl slovenský a československý pedagog a politik, poválečný poslanec Prozatímního Národního shromáždění za Demokratickou stranu.

## Biografie
Do roku 1927 studoval na učitelském ústavu v Turčianských Teplicích. Učil na národních školách v Povrazníku, Očové, Hriňové a jiných místech. Angažoval se v druhém odboji a podílel se na Slovenském národním povstání. Od počátku září 1944 předsedal Okresnímu národnímu výboru v Krupině. po ústupu povstalců do hor přešel do ilegality a po osvobození se zapojil do budování Demokratické strany, v jejímž výkonném výboru zasedal. Publikoval články se školskou a osvětovou tematikou.
V letech 1945–1946 byl poslancem Prozatímního Národního shromáždění za Demokratickou stranu. V parlamentu setrval do parlamentních voleb v roce 1946. Na základě výsledků parlamentních voleb roku 1946 byl zvolen do Slovenské národní rady, kde zasedal do roku 1948.
V letech 1945–1948 byl předsedou okresního národního výboru. Zastupoval Demokratickou stranu, která byla po únorovém převratu v roce 1948 proměněna na Stranu slovenské obrody jako satelitní formaci závislou na KSČ. V roce 1949 se stal okresním khihovnickým inspektorem v Krupině. Působil jako školský inspektor ve Zvolenu. V letech 1949–1954 pracoval v knihovnickém oddělení a jako metodik krajské porady Lidové umělecké tvory v Banské Bystrici. V roce 1958 byl dramaturgem ochotnického divadla Slovenského domu lidové umělecké tvorby, následujícího roku byl učitelem v Bratislavě.